# 世直し一揆
世直し一揆（よなおしいっき）は、江戸時代後半から明治時代初期にかけて多発した一揆。

## 概要
江戸時代後期、社会の不安定な状況によって各地で一揆が頻発するようになる。特に幕末に日本が開国して安政条約が締結されると、生糸や茶の輸出が盛んになり、その分物価が急上昇した。更に江戸幕府や諸藩の財政悪化による重税によって人々の生活は苦しんだ。特に文久年間以後には政情が緊迫するようになると、諸藩が万が一に備えて米を備蓄するようになって豊作でも米が流通しないという事態に陥った。元治元年（1864年）に京都で禁門の変が起きるとその傾向に拍車がかかり、続く長州征伐の決定によって全国的に米価が上昇した。これによって都市部では打ちこわしが、地方では一揆が頻発するようになった。特に慶応2年（1866年）の第2次長州征伐中と同4年（明治元年・1868年）の戊辰戦争中にその最高潮に達した。
打ちこわしや一揆そのものは生活苦の改善や新規の徴税や徴兵に反対するものが中心であり、思想的・政治的な背景に欠くもので、最終的には幕府・諸藩・新政府のいずれかの兵に鎮圧されて終わった。だが、攻撃の主要な対象が今まで徴税を行ってきた幕府や諸藩およびこれと結びついた村役人・御用商人などに向かったことによって、結果的には幕府・諸藩の軍事行動の足を引っ張る結果となり、（一揆当事者の意図とは関係なく）長州征伐から戊辰戦争にかけての薩長（新政府）優位の流れを間接的に生み出す役目を果たしたことは否めない。
従って、旧幕府勢力が完全に崩壊して、続く版籍奉還・廃藩置県によって幕藩体制が消滅すると、今度は攻撃対象が新政府側に向かうことになり、解放令反対一揆や血税一揆、地租改正反対一揆の形で現れることになった。

## 長州征伐と慶応2年の一揆

### 大坂周辺
蔵屋敷が集中する大坂では、文久2年（1862年）ごろから米価の高騰が続き、元治元年（1864年）に将軍徳川家茂が大坂城に入って以後、主だった幕閣や諸侯、旗本およびその家臣たちが大坂に集中して急激に人口が増加した。更に禁門の変によって長州藩追討が決定されると、関門海峡を支配する同藩の海上封鎖によって東北・北陸から同海峡・瀬戸内海を経由して大坂に向かう航路の封鎖が確実となり、第2次長州征伐実施のために事実上の幕府軍の拠点となっていた大坂において兵糧米確保が行われた慶応2年には10年前の米価の10倍の水準にまで跳ね上がった。そのため、大坂およびその周辺の住民はその日の米も確保できない状態に陥った。
慶応2年5月1日（旧暦）(1865年)に西宮で主婦達が起こした米穀商への抗議行動をきっかけに起きた一揆は、たちまち伊丹・兵庫などに飛び火し、13日には大坂市内でも打ちこわしが発生した。打ちこわしは3日間にわたって続き米穀商や鴻池家のような有力商人の店が襲撃された。その後、一揆は和泉・奈良方面にも広がり「大坂十里四方ハ一揆おからさる所なし」（『幕末珎事集』）と評された。

### 江戸周辺
長州征伐や海上封鎖の影響を直接受けなかった江戸でも大坂と同じように10年前の米価の4倍の水準にまで跳ね上がっており、市民の不満は急激に高まっていた。5月28日には品川宿で打ちこわしが始まり、翌日以後、江戸市中および内藤新宿でも同様の事態となった。江戸の打ちこわしは大坂と比べて小規模ではあったが、6月6日まで散発的に続いたが、江戸町奉行はその取締りを十分に行うことが出来ず、奉行所の門外に「御政事売切申候」という張り紙までされる始末であった。この打ちこわしでは江戸に多かった西洋との貿易を扱う商人も襲われており、また打ちこわしから3ヵ月後の9月18日にはヴァン・ヴォールクンバーグアメリカ公使が道に迷って雷門前に出たときに江戸市民の投石にあって警備の武士と小競り合いとなるなど江戸の治安は悪化しつつあった。
6月13日に武蔵国秩父郡を中心とした武蔵15郡・上野2郡の地域で総勢十数万とも言われた武州世直し一揆が勃発した。19日に幕府軍に鎮圧されるまでの7日間に参加した村200余り、打ち壊された村役人や豪商の屋敷520ヶ所と言われる大規模な一揆に発展した。後に一揆のうちの一部集団には横浜の外国人居留地を襲撃する計画があったことも発覚し、続く9月のアメリカ公使襲撃（前述）と並んで外国公使らを緊張させ、江戸幕府に米価・貧民対策を迫る原因となった。
ほぼ時を同じくして幕府天領の陸奥国伊達信夫両郡において「生糸并蚕種紙改印」（慶応元年実施）の廃止などを求める信達騒動（信達一揆）が発生した。6月14日から6日間にわたる一揆は村役人の邸宅や桑折代官所を襲撃し、隣の福島藩の中枢である福島城城下町に突入した。福島藩は武力で威嚇して解散させたものの、一揆の過激化を恐れて一揆側の要求そのものは全面的に受け入れた。

### 長州周辺部
討伐目標となった長州藩の周囲、特に天領である大森銀山一帯や譜代大名である浜田・小倉両藩などは軍隊の駐屯に加えて過大な負担を要求された。ところが7月18日に浜田城が長州藩軍に落とされ、21日には大森の幕府代官が逃走、8月1日には小倉藩が小倉城を放棄（11日に長州藩軍に占領）すると、その領内で一斉に一揆が発生した。幕府側の援軍として現地にいた松江藩軍や大森銀山警備の職にあった紀州藩安藤家（後の紀伊田辺藩）軍が一揆に押されて潰走した。だが、石見では同国を占領した長州藩軍に、豊前では香春で再起を図った香春藩（旧小倉藩）軍によって鎮圧された。だが、11月に入ると、美作津山藩や豊後杵築藩、播磨龍野藩でも軍役などの負担に耐え切れなくなった農民らによる一揆が発生した。これらの諸藩は長州討伐のための経路上にあり、幕府軍の動きを制約することになる。なお、龍野藩の一揆では援軍にかけつけた赤穂藩軍が返り討ちにあっている。

### その後
こうした一揆・打ちこわしの発生に対して松平慶永や浅野長訓、島津茂久ら有力諸侯が長州征伐の中止を建言した。折りしも7月20日に将軍家茂が急死し、政務を代行する徳川慶喜はなおも長州征伐を継続しようとしたものの、浜田・小倉の陥落の報に衝撃を受け、8月21日に将軍家茂逝去を理由に長州征伐は中止された。
一方、イギリス公使ハリー・パークスは九州旅行中に大坂の打ちこわしの知らせを聞き、民衆の動きが攘夷派と結びついて第二の太平天国の乱になると、長崎奉行能勢頼之らに説いて清国からの外米輸入を提言した。だが、パークスや能勢らの尽力にもかかわらず、家茂死去の混乱によって話が進まないうちにヴァン・ヴォールクンバーグ公使の事件が起きた。そこでパークスはレオン・ロッシュフランス公使らとともに幕府に外米輸入の許可を出すように強く迫った。これに押された幕府は10月14日に幕府はついに外米輸入の許可を出した。翌慶応3年（1867年）には清国などから87万俵相当の外米が輸入されて、米価が下がり一揆・打ちこわしも小康状態を迎えた。

## 戊辰戦争と慶応4年の一揆
慶応4年（明治元年）の戊辰戦争の勃発によって各地で世直し一揆が再燃した。ただし、鳥羽・伏見の戦い以後西日本では大きな戦いが発生しなかったこともあり、大規模な一揆の発生はなかった。一方、戦場となった東日本の各地では大規模な一揆が発生した。

### 関東地方北部
鳥羽・伏見の戦いの報が江戸に伝わった直後の1月15日、関東取締出役渋谷鷲郎が関東一帯の村々から公私領を問わずに農民を徴兵する決定を下した。このため、上野・下野・武蔵の3国で大規模な一揆が発生した。2月12日に武蔵・上野の農民が渋谷がいる岩鼻陣屋に向かって進撃した。これに驚いた渋谷は15日に命令を撤回した。ところが、その際に一部の村役人が徴兵の選定に際して不正があったとして下旬より三国の村々で村役人の追放などを訴える大規模な一揆へと発展した。特に上野では2月22日に多胡郡で起きた一揆は周辺を巻き込んで拡大し、吉井藩・七日市藩・小幡藩は次々と一揆軍に「降伏」した。3月10日には岩鼻陣屋も放棄され、羽生陣屋が新政府軍に落とされると、上野・北武蔵の一揆は最高潮に達し、上野では一揆の制圧下に置かれなかったのは高崎・前橋・伊勢崎の3藩のみであったとされている。3月末に安塚村（下都賀郡壬生町）、日光道中石橋宿で発生したといわれ、瞬く間に下野中央部の全域に広まった。積もり積もった不満が一気に噴出したものである。
そのころ、新政府の東山道軍が北関東に進出したが、3月11日諸藩に対して共同で一揆の取締を命じるとともに新政府軍もこれを支援する方針を立てた。この方針に従って鎮圧に当たった結果、3月末から4月にかけて一揆は沈静化に向かった。一揆鎮圧に新政府軍の支援を受けた北関東の諸藩は藩論を恭順にまとめることになる。

### 北越奥羽地方
5月に入ると、佐幕派の桑名藩の飛領がある越後国魚沼郡で一揆が発生した。同郡に入った新政府軍が戦乱を理由とした年貢の半減に応じた結果、間もなく鎮圧された。また、8月には村松藩でも村役人の追放を訴える一揆が起きて藩と新政府軍に鎮圧されている。この地域の一揆の主な舞台は北越戦争および会津戦争の主戦場でもあった長岡藩と会津藩であった。
長岡藩では5月19日に長岡城が落城すると、米の払下や藩による人夫徴用に反対する一揆が発生した。5月20日から吉田・巻一帯で発生した一揆は領内全域に広がり一時は7,000人規模にまで達するものとなった。これに対して長岡藩では、新政府軍と戦っていた部隊の一部を引き抜いて鎮圧にあたった結果、6月26日にようやく鎮圧した。これによって長岡藩の兵力が減少したのみならず、人夫動員も困難となり河井継之助の長岡城奪還計画は大幅に遅れて、結果的に新政府軍に有利に働くことになる。河井継之助の命運を尽かせたのは実は新政府軍の兵器ではなく、領民の一揆による抵抗による作戦好機の逸失であったと言える。
会津藩でも9月22日に若松城が落ちると、領内（特に戦場にならなかった地域を中心）に会津世直し一揆が発生、領内のほぼ全域に拡大した。領民は会津藩主松平容保の京都守護職就任以来の重税に対する不満を一気に爆発させ、藩の支配組織を完全に解体に追い込んだのである。